# Ratchet and Clank (jeu vidéo, 2016)
Ratchet and Clank est un jeu vidéo de plates-formes et de tir en vue à la troisième personne développé par Insomniac Games et édité par Sony Interactive Entertainment, sorti sur PlayStation 4 en 2016. Il s'agit du treizième opus de la série Ratchet and Clank sur console et le onzième développé par Insomniac Games.
Initialement annoncée pour 2015 au salon E3 de 2014, sa sortie est repoussée à 2016, afin d'être simultanée à celle du film d'animation adaptant la saga, dont il est lui-même l'adaptation, circonstance faisait qu'il est qualifié comme étant « Le jeu, inspiré du film, inspiré du jeu ». Il rajoute néanmoins des éléments inédits au film. Il est ainsi un reboot du premier épisode sorti en 2002 sur PlayStation 2.
Le jeu reçoit un accueil très favorable, tant critique que commercial, ce qui a fait de lui le plus gros succès du studio avant la sortie de Marvel's Spider-Man.

## Trame

### Univers
Le monde du jeu prend place dans un univers de science-fiction humoristique, original et coloré.  Le contexte temporel n'est pas mentionné.
Le jeu commence sur la planète Veldin, puis s'étend dans une galaxie comprenant un grand nombre de planètes (dans l'ordre de progression du joueur) : Novalis, Aridia, Kerwan (dont Metropolis et Aleero city), Rilgar, La Nébuleuse G34, Gaspar, Batalia, Pokitaru, Quartu, Kalebo III et enfin, le Déplanétiseur.

### Personnages principaux
Ratchet est un jeune lombax habitant sur la planète Veldin. Il travaille en tant que mécanicien avec son mentor Grimroth, qui l'a élevé. Néanmoins, Ratchet rêve d'explorer la galaxie et de rejoindre ses héros, les Rangers Galactiques. Lorsque ces derniers viennent effectuer un recrutement sur Veldin à la suite de la destruction mystérieuse de plusieurs planètes, il est recalé bien qu'il ait réussi les épreuves de sélection à cause de son casier judiciaire et de sa petite taille. Néanmoins, le crash d'un vaisseau avec à son bord un robot qu'il nomme Clank, affirmant que les Rangers sont en danger, va changer sa vie à jamais. Clank issu de la chaîne de production des robots de guerre destinés à anéantir les Rangers Galactiques, il s'agit d'une « anomalie » créée à la suite d'un mystérieux défaut de conception et qui possède sa propre conscience. Apprenant le plan du président Drek et refusant de s'y plier, il fuit la planète Quartu à bord d'un vaisseau endommagé par le lieutenant Victor Von Ion. Il est récupéré et réparé par Ratchet après son crash sur la planète Veldin. Ratchet lui donne le nom de Clank et accepte de l'emmener à Aleero City pour prévenir les Rangers de l'attaque imminente. Les deux vont progressivement devenir amis.
Le capitaine Qwark est chef des Rangers Galactiques, il est connu comme étant le plus grand héros de la galaxie de Solana. Cette réputation l'a rendu imbu de lui-même et il est prêt à tout pour garder cette image de super-héros de la galaxie. Le fait que Ratchet et Clank l'aient sauvé et pris sa place va inconsciemment le pousser dans des retranchements incompatibles avec son statut de héros.
Le président Alonzo Drek est le président des Blargs. L'entreprise de son père a pollué la planète natale de son espèce, Quartu. Il passe ainsi la majorité de son enfance dans les sous-sol de sa planète, l'atmosphère étant devenue irrespirable. Jusqu'au jour où le docteur Néfarious lui propose la construction du Déplanétiseur, qui lui permettrait de ramasser les morceaux de plusieurs planètes afin de les assembler pour en créer une nouvelle pour reloger ses compatriotes.
Le docteur Néfarious est un ancien membre des Rangers Galactiques, le peu de considération que lui accordait ses collègues l'a poussé dans la voix du crime. Il est arrêté par le capitaine Qwark après sa tentative de détruire Aleero City. Il tente plus tard de s'évader de prison mais meurt visiblement en essayant. En réalité, il est bel et bien vivant et a construit le Déplanétiseur pour le président Drek afin de permettre aux Blargs de se construire une nouvelle planète. Mais ses véritables desseins ne se limitent pas à permettre la destruction de planètes.

### Histoire
Dans la prison d'Aleero City sur la planète Kerwan, le prisonnier 117 Shiv Hélix est incarcéré et rencontre son compagnon de cellule qui n'est autre, à sa grande surprise, que le super-héros nommé le capitaine Qwark. En discutant avec lui, il mentionne son histoire avec le lombax Ratchet. Hélix demande à Qwark de lui livrer sa version de l'histoire, que ce dernier accepte.
Plusieurs mois avant, dans la galaxie de Solana, la panique s'est installé à la suite de la mystérieuse destruction de plusieurs planètes inhabitées. Après celle de Ténémule, la dernière en date, le président Phyronix ordonne le recrutement d'un nouveau membre des Rangers Galactiques, composé alors du capitaine Qwark, de la Novalienne Cora Verolux, Brax Lectrus et l'informaticienne Elaris. Ratchet, un jeune lombax mécanicien habitant sur la planète Veldin avec son mentor Grimroth, participe aux épreuves de sélection lors de leur passage sur la planète qu'il réussit mais est refusé en raison des nombreuses infractions qu'il possède sur son casier.
Sur Quartu, planète natale des Blargs, alors que le docteur Néfarious montre au président blarg Drek et son lieutenant robot Victor Von Ion la construction de l'armée de robots destinée à éliminer les Rangers, une anomalie est créée sur la chaîne de montage. L'anomalie parvient à s'enfuir de l'usine à bord d'un vaisseau endommagé par Victor. Elle s'écrase sur Veldin, non loin du hangar de Ratchet qui la sauve in extremis de l'explosion du vaisseau. L'anomalie, rebaptisé Clank par Ratchet, révèle que c'est Alonzo Drek l'instigateur de la destruction des planètes et qu'il doit prévenir les Rangers Galactiques de l'attaque imminente de l'armée robotique. Après un arrêt sur la planète Novalis à la suite d'un crash, ils arrivent sur Kerwan au QG des Rangers et sauvent ces derniers en projetant les robots sur leur vaisseau de guerre en utilisant l'aimant de leur vaisseau reconfiguré sur le blindage des robots.
Cet exploit vaut aux héros de rejoindre les Rangers, où Qwark leur confie une mission secrète : infiltrer la station blarg Nebula G34 pour trouver ce que Drek mijote. Dans la station, ils trouvent un fichier audio du docteur Néfarious informant les blargs que son prototype de jet-pack est fin prêt à l'utilisation et disponible à son laboratoire sur Gaspar. Sur place, les deux héros en récupère un exemplaire auprès d'un blarg collectionneur de cerveaux de télépathopoulpes avant d'aider les Rangers à la défense de Batalia. L'invasion blarg repoussée, ils infiltrent l'usine où Clank a été créé où ils découvrent le plan de Drek : se servir des fragments de planètes qu'il a détruite pour en créer une parfaite pour les blargs, contraints depuis des années à vivre sous terre à cause de la pollution de Quartu provoquée par Drek Industries. Drek utilise pour cela une arme-vaisseau appelé le Déplanétiseur. Ils capturent Zed, l'assistant personnel de Drek qui leur révèle la prochaine cible: Novalis, pourtant habitée.
Une fois en orbite de Novalis, Qwark fonce vers le Déplanétiseur, tandis que Ratchet parvient à détruire le vaisseau de Victor Von Ion qui rejoint ensuite le Phénix, vaisseau des Rangers où il tente d'éliminer Clank. Ayant remarqué que Victor n'est pas étanche durant sa fuite de Quartu, Clank utilise le système anti-incendie du Phénix pour le vaincre. Infiltré sur le Déplanétiseur, Ratchet tente d'arrêter le tir censé détruire Novalis mais est stoppé par Drek qui l'éjecte hors de l'arme-vaisseau pour qu'il assiste à son échec après lui avoir montré que Qwark a trahi les Rangers et rejoint les blargs.
Se sentant responsable de la destruction de Novalis, bien que tous les habitants aient été évacués à temps, Ratchet est convaincu par Clank de revenir parmi les Rangers. Elaris informe que la prochaine cible de Drek est une nouvelle planète inhabitée: Umbris. Toutefois, la destruction d'Umbris risque de provoquer celle de toute la galaxie à cause de son noyau. Ils pensent alors que le docteur Néfarious manipule Drek depuis le début. En effet, au même moment, Néfarious trahit Drek en le transformant en mouton et en l'éjectant sur la nouvelle Quartu.
Ratchet et Clank s'infiltre sur le Déplanétiseur avec l'holodéguiseur, gadget récupéré sur la planète Kalebo III, en prenant l'apparence de Qwark pour passer la sécurité et retirer le noyau de stabilité de l'arme-vaisseau. Ils doivent néanmoins affronter Qwark, qui révèle avoir trahi les Rangers pour remonter sa popularité auprès de la population qui était en baisse. Ils arrivent à le convaincre que ce n'est pas de cette façon que les gens l'aimeront à nouveau. Se rendant compte de son comportement, Qwark arrête le combat et affirme être désolé, provoquant le dégoût de Néfarious qui a assisté au duel. Le savant fou révèle avoir créé le Déplanétiseur afin de détruire la galaxie pour discréditer les Rangers qui n'ont jamais eu de considération pour lui quand il en faisait partie avant Elaris. Activant le laser du Déplanétiseur, il ne parvient pas à détruire Umbris, les Rangers ayant utilisé les aimants du Phénix pour détourner le faisceau qui détruit la nouvelle Quartu.
Furieux, Néfarious utilise un vaisseau pour aller jusqu'à la source d'énergie du Déplanétiseur: une supernova artificielle afin de la détruire pour provoquer une explosion qui détruira Umbris. Poursuivi par le lombax et le robot, il est vaincu après un périlleux combat autour de la supernova en chutant dans celle-ci avec son vaisseau. Tandis que le Déplanétiseur se désintègre en entrant dans l'atmosphère d'Umbris, Ratchet, Clank et Qwark se téléporte de justesse sur le Phénix.
En train de ramasser des ordures devant le QG des Rangers, Qwark achève son récit devant Hélix avant de recevoir la visite de Ratchet et Clank. Tandis qu'ils discutent, Hélix en profite pour s'enfuir à bord du vaisseau de Ratchet après avoir neutralisé les gardes chargés de le surveiller. S'apprêtant à se lancer à sa poursuite avec Clank, Ratchet demande à Qwark s'il vient avec eux. D'abord étonné, Qwark sourit et suit les deux amis.

## Système de jeu

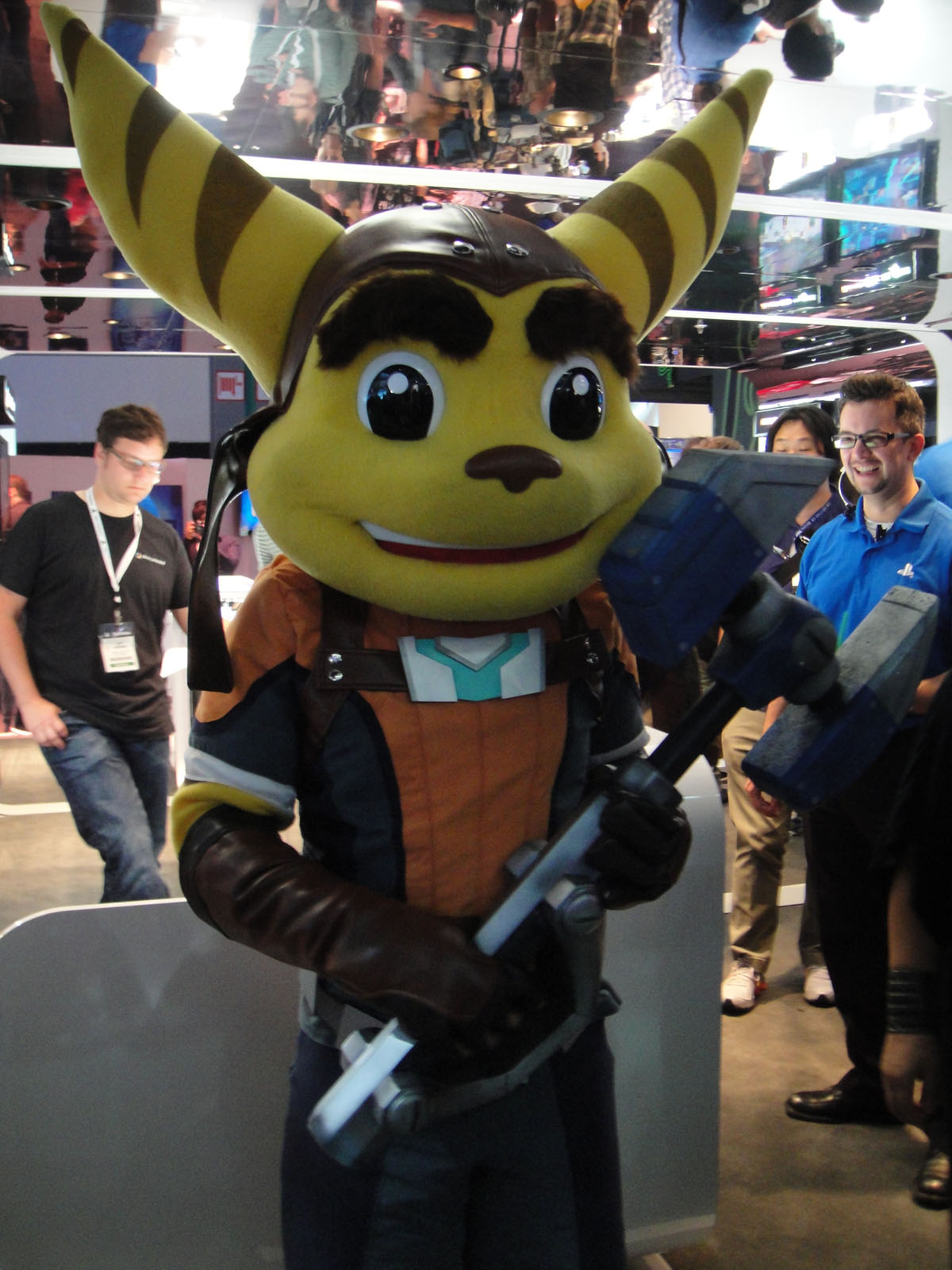
Un cosplayer déguisé en Ratchet, lors de l'Electronic Entertainment Expo de 2011 à Los Angeles.

Ratchet and Clank est un jeu de plates-formes en vue à la troisième personne, reprenant les bases des précédents jeux de la série. Le joueur contrôle principalement Ratchet et doit traverser l'environnement de plusieurs planètes et utiliser les différents gadgets et armes à sa disposition pour progresser.
En effet, le jeu propose un arsenal d'armes très varié et fantaisiste. Les armes de base présentes dans le jeu sont notamment la Super Clé Millénium 12 de Ratchet servant d'arme de mêlée, le Combustor (arme de poing), la Fusio grenade (un lance-grenades) ou encore le Groovitron (une boule disco qui fait danser les ennemis et les empêchent d'attaquer le joueur). Le joueur peut récupérer des boulons, en tuant ses ennemis ou en détruisant les caisses présentes dans les niveaux, qu'il peut échanger contre de nouvelles armes ainsi que des munitions pour les dites armes. Les armes sont au nombre de quatorze ainsi qu'une arme bonus, le Rebondisseur, disponible pour les joueurs ayant précommandé le jeu. Les armes montent en puissance progressivement lorsqu'elles sont utilisées, jusqu'au cinquième palier. Il est également possible d'augmenter leurs caractéristiques avec du raritanium, matériau rare pouvant être trouvé dans les niveaux ou looté sur les ennemis, via un arbre d'amélioration. Cet élément est repris de Ratchet & Clank: Nexus.
En outre, le jeu propose aussi une immense collection de gadgets qui se débloque au fur et à mesure que le joueur progresse dans l'histoire.
Des bonus sont cachés dans les niveaux : les traditionnels boulons en or, permettant de débloquer des cheats comme les munitions infinies ou l'invincibilité en fonction du nombre récoltés, ainsi qu'une nouveauté: les holocartes. Les holocartes sont divisées en séries, lorsque le joueur complète une série, il obtient un bonus passif comme une augmentation de 5 % des boulons ou de raritanium récoltés. Elles représentent des personnages, des lieux, des armes ou des objets du jeu ou des anciens opus. Trois séries à part, les séries d'holocartes T.E.L.T composées des anciens T.E.L.T de la série, permettent d'obtenir le T.E.L.T du jeu.
Ratchet obtient de l'expérience au fil de l'aventure à force de vaincre les ennemis et à intervalles régulières, sa vie maximale augmente une fois qu'il en a accumulé assez. Une fois qu'il a obtenu les coordonnées d'une planète, il est possible au joueur d'y retourner autant de fois qu'il le souhaite pour finir les missions manquées ou chercher des boulons en or ou des cartes tant que la planète est accessible.
Clank est jouable sur certaines phases où il doit se servir de robots-gadget afin de créer un chemin jusqu'à son objectif. Il existe trois types de robots-gadget : robot-ressort, robot-batterie et robot-pont. Le joueur doit s'en servir à bon escient pour faire progresser Clank. Des phases de bataille en vaisseau sont également présentes, où le joueur doit détruire un objectif. Enfin, des courses d'hoverboard permettent au joueur de gagner des boulons ou des holocartes.
Le jeu étant un remake du Ratchet & Clank original sur PlayStation 2, de nombreuses planètes apparaissant dans ce dernier et reprises dans ce remake sont extrêmement semblables, à quelques variations près.
Une fois le jeu terminé, le joueur peut le recommencer en mode défi : il conserve toutes ses armes, boulons, holocartes et raritanium. Les ennemis sont néanmoins plus résistants et le joueur doit donc acheter la version oméga de ses armes, qui permettent de les monter cette fois-ci jusqu'au dixième palier d'amélioration.
Un mode Photo est inclus dans le jeu.

## Développement
Le jeu est développé sur PlayStation 4 conjointement par les studios d'Insomniac Games de Californie et de Caroline du Nord. Certains développeurs du premier jeu paru sur PlayStation 2 travaillent sur le jeu, comme le directeur créatif de longue date Brian Allgeier. Pour cet opus, il codirige la création avec Chad Dezern, tandis que Shaun McCabe est directeur de production. Ces deux derniers sont affiliés au studio de Caroline du Nord et travaillent ensemble depuis All 4 One (2011). Selon Insomniac Games, l'idée est de « ré-imaginer le Ratchet & Clank original sur PS4 » en se basant également sur le scénario du long-métrage.
À quelques semaines de l'E3 2015, Insomniac Games assure que les graphismes du jeu sont au point et qu'il est en partie jouable.

### Production
| 2002 | Ratchet and Clank (PS2)             |
| 2003 | Ratchet and Clank 2 (PS2)           |
| 2004 | Ratchet and Clank 3 (PS2)           |
| 2005 | Going Mobile (Mobile)               |
| 2005 | Ratchet: Gladiator (PS2)            |
| 2006 | Clone Home (Mobile, annulé)         |
| 2007 | La taille, ça compte (PSP)          |
| 2007 | Opération Destruction (PS3)         |
| 2008 | Secret Agent Clank (PSP)            |
| 2008 | Quest for Booty (PS3)               |
| 2009 | A Crack in Time (PS3)               |
| 2010 |                                     |
| 2011 | All 4 One (PS3)                     |
| 2012 | Q-Force (PS3)                       |
| 2012 | The Ratchet and Clank Trilogy (PS3) |
| 2013 | Nexus (PS3)                         |
| 2013 | Before the Nexus (App.)             |
| 2014 |                                     |
| 2015 |                                     |
| 2016 | Ratchet and Clank (PS4)             |
| 2017 |                                     |
| 2018 |                                     |
| 2019 |                                     |
| 2020 |                                     |
| 2021 | Rift Apart (PS5)                    |

- Jeux Insomniac Games
- Jeux High Impact Games
- Autres développeurs (Handheld Games,
Idol Minds, Darkside Game)

Insomniac Games relève trois contraintes pour la production du jeu.
D'abord, le studio souhaitait respecter l'héritage de la franchise, laquelle se définit surtout par des jeux à la fois d'action, de plates-formes et de tir à la troisième personne, tous édités par Sony Interactive Entertainment. Fondamentalement, le joueur, qui contrôle principalement Ratchet, parcourt les planètes pour vaincre le boss final, un méchant. Le but est de finir chaque niveau en franchissant les obstacles à l'aide de gadgets ou de mouvements particuliers, tout en éliminant les ennemis qui font face grâce à des armes fantaisistes. Le scénario, teinté d'humour, tient une place importante dans la série, puisqu'elle propose un univers de science-fiction global qui se dévoile un peu plus à chaque nouvel opus.
La saga débute en 2002 sur PlayStation 2 avec Ratchet and Clank. Jusqu'en 2009, le studio propose des « Ratchet and Clank classiques », c'est-à-dire des jeux narratifs en solo. Aussi, un second et troisième volet paraissent en 2003 et 2004 sur PlayStation 2. En 2005, sur cette même console, le studio sort Ratchet: Gladiator, au gameplay légèrement changé.
En 2007, le studio débute une nouvelle série, nommée « future », avec Opération Destruction. Si le gameplay reste identique, le scénario s'engage vers une nouvelle perspective, tandis que les jeux profitent des améliorations technologiques de la PlayStation 3. En outre, la franchise s'enrichit de Quest for Booty et A Crack in Time, respectivement sortis en 2008 et 2009. Entre-temps, les droits de la licence ayant été achetés par Sony, celui-ci édite, sur PlayStation Portable, deux spin-offs : La taille, ça compte (2007) et Secret Agent Clank (2008). Ils sont tous deux développés par High Impact Games, un studio fondé par d'anciens employés de Insomniac Games.
Par la suite, Insomniac élargi sa gamme de jeux en sortant d'abord en 2011, un jeu compétitif hybride, partagé entre expériences multijoueur et solo, nommé All 4 One ; puis, un jeu coopératif intitulé Q-Force en 2012. Ces deux titres dérivés s'éloignent scénaristiquement de la série « future ». Enfin, en 2013, Insomniac revient aux sources de la saga en développant, Ratchet and Clank: Nexus.
C'est dans ce contexte que Insomniac Games s'attaque à son onzième opus, cette fois-ci sur PlayStation 4. L'ambition est de créer un jeu plus long et épique que son prédécesseur. Par ailleurs, il s'agit avant tout d'une adaptation de la trame du film d'animation Ratchet et Clank, et aussi d'un remake, par la refonte des codes sources de Ratchet and Clank premier du nom.
Les cinématiques du jeu alternent entre passages in-game et extraits du film.

### Bande son
Pour ce qui est de la distribution vocale du jeu, la majorité des comédiens sont revenus, la plupart étant déjà présents dans les autres jeux de la franchise. Ainsi le duo James Arnold Taylor et David Kaye également présent dans les autres volets de la franchise reprennent respectivement Ratchet et Clank. Il en est de même pour Jim Ward, Armin Shimerman et Chris Hatfield, les interprètes historiques du capitaine Qwark, du Dr Néfarious et de Big Al. Pour ce qui est du Président Drek, si la voix de Paul Giamatti est audible durant les cinématiques présentes également dans le film, c'est Eric Bauza qui lui prête sa voix dans le reste de ses apparitions. Bella Thorne et Rosario Dawson reprennent respectivement Cora Verolux et Elaris. Parmi les changements, Mick Winger succède à Vincent Tong pour Brax Lectrus tandis que Travis Willingham remplace John Goodman pour Grimroth et Mark Silverman prête sa voix à Victor Von Ion originellement interprété par Sylvester Stallone dans le film,.
La composition musicale est écrite par Michael Bross, à l'œuvre sur la saga depuis 2011 avec la sortie de Ratchet and Clank: All 4 One[réf. souhaitée]. Les musiques sont jouées par l'orchestre symphonique de Nashville (en) aux États-Unis[réf. nécessaire].

## Commercialisation

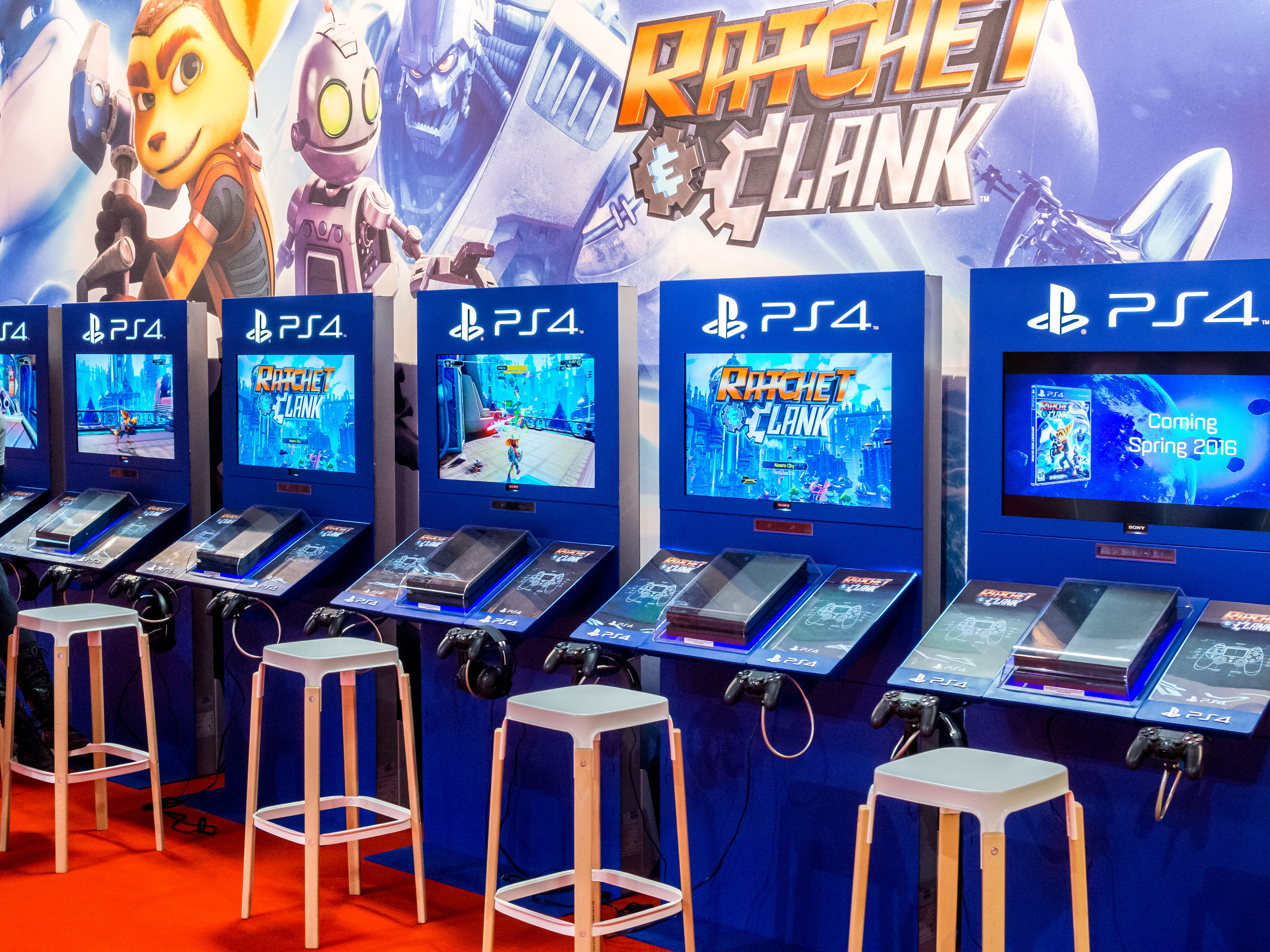
Des démos du jeu, présentées lors de la Paris Games Week en 2015.

Ratchet and Clank est annoncé lors de la conférence de presse de Sony à l'E3 2014, alors que l'annonce d'un film sur la franchise venait d'avoir lieu.
Le jeu est initialement prévu pour une sortie en 2015, mais est repoussé à 2016 pour un lancement en parallèle à la sortie du film. Les joueurs qui ont précommandé le jeu ont accès à une arme supplémentaire, le Rebondisseur, arme présente dans Ratchet and Clank 2. Le jeu sort, en premier lieu, en Amérique du Nord le 12 avril 2016. Il poursuit sa sortie internationale par l'Europe au 22 avril 2016, puis la termine par le Japon le 9 août 2016.
Sur le territoire japonais, le jeu est commercialisé sous l’appellation Ratchet and Clank THE GAME. Il est vendu via une édition spéciale comprenant le jeu, le film ainsi qu'un manga de CoroCoro Comic. En janvier 2018, le jeu est également offert gratuitement, durant un mois, aux joueurs nippons qui bénéficie de l'abonnement PlayStation Plus de la PlayStation 4.
En mars 2021, dans le cadre de la campagne #PlayAtHome, le PlayStation Store propose le jeu en téléchargement gratuit pour tous les joueurs, y compris ceux non abonnés au PS+.

## Accueil

### Critique
Ratchet and Clank est plutôt bien accueilli par la critique spécialisée, comme en résulte les scores globaux recensés par Metacritic qui est de 85 %.

### Ventes
Selon le SELL, Ratchet and Clank est le jeu s'étant le mieux vendu en valeur durant sa première semaine de commercialisation en France devant Dark Souls III et l'Apocalypse Edition de ce dernier. Il se positionne également en tête des ventes (en valeur) au Royaume-Uni la semaine de sa sortie (mais cette fois, une semaine pourtant après la sortie de Dark Souls III) et constitue dans ce même pays le meilleur lancement de la série avec 36 000 copies écoulées, sans compter les téléchargements. Au Japon, le démarrage est plus mitigé, puisqu'il se positionne en quatrième place des meilleures ventes de la semaine, avec plus de 20 000 copies vendues.
Selon VG Chartz, aux méthodes de calcul controversées, le jeu s'est vendu autour de 2,4 millions de copies, dont environ 1 million tant en Amérique du Nord qu'en Europe. Fin 2016, Ratchet and Clank est le 19e jeu le plus vendu de l'année en Europe via la boutique en ligne de Sony. En 2018, James Stevenson, animateur de communauté d'Insomniac Games, affirme que Ratchet & Clank est devenu le plus gros succès commercial du studio — sans pour autant communiquer de chiffres précis — position que Marvel's Spider-Man, leur jeu suivant, lui ravira,.
Fin 2023, un piratage des serveurs de Insomniac Games provoque la fuite massive de documents interne aux studios,, incluant les informations de ventes et de rentabilité de leurs jeux,, révélant que Ratchet and Clank s'est finalement vendu à plus de 7 millions d'exemplaires,.

### Distinctions
En décembre 2016, Ratchet & Clank se voit récompensé de « meilleur jeu d'aventure » de l'année par le site web playstationlifestyle.net tandis que Game Informer lui attribue la récompense de « meilleur jeu remasterisé ». En outre, le site web Giant Bomb positionne le jeu à la septième place dans la liste des 10 meilleurs jeux de 2016. Par ailleurs, en janvier 2017, Ratchet & Clank est finaliste lors des 20e Dice Awards dans la catégorie « Jeu familial de l'année » ; l'épisode est nommé aux côtés de Super Mario Maker, Dragon Quest Builders, Lego Star Wars : le Réveil de la Force et Rock Band Rivals. En mars de la même année, le jeu obtient finalement le lauréat.
Le doublage originale est aussi mis à l'honneur lors des National Academy of Video Game Trade Reviewers en février 2017, où James Arnold Taylor et Jim Ward, qui interprètent respectivement Ratchet et Qwark, sont nommés pour leur performance d'acteur. Par ailleurs, lors de ces récompenses, le jeu est nommé dans deux autres catégories, dont « Jeu familial » de l'année,. Cependant, à l'annonce des résultats, le jeu ne reçoit aucune récompense.